# Адольфово (Гродзиський повіт)
Адольфово (пол. Adolfowo, нім. Adolfsruh) — село в Польщі, у гміні Раконевиці Гродзиського повіту Великопольського воєводства.
Населення — 133 особи (2011).
У 1975-1998 роках село належало до Познанського воєводства.

## Демографія
Демографічна структура станом на 31 березня 2011 року:
|          | Загалом | Допрацездатний вік | Працездатний вік | Постпрацездатний вік |
| -------- | ------- | ------------------ | ---------------- | -------------------- |
| Чоловіки | 70      | 21                 | 40               | 9                    |
| Жінки    | 63      | 14                 | 35               | 14                   |
| Разом    | 133     | 35                 | 75               | 23                   |